# Майпу (Мендоса)
Майпу — город в провинции Мендоса, Аргентина. Это столица департамента Майпу. Он расположен недалеко от столицы провинции Мендосы.
Майпу находится в центре важного винодельческого региона и имеет музей вина. Население составляет 89 433 человека (по данным переписи [INDEC] 2001 года).